# Llista de monuments de Girona (centre)
Llista de monuments de Girona inclosos en l'Inventari del Patrimoni Arquitectònic Català per al barri del Centre de Girona. Inclou els inscrits en el Registre de Béns Culturals d'Interès Nacional (BCIN) amb la classificació de monuments històrics, els Béns Culturals d'Interès Local (BCIL) de caràcter immoble i la resta de béns arquitectònics integrants del patrimoni cultural català.
| Monument                                                               | Protecció      | Estil/època                                                   | Localització                                              | Coordenades                                          | Codi?              | Imatge |
| ---------------------------------------------------------------------- | -------------- | ------------------------------------------------------------- | --------------------------------------------------------- | ---------------------------------------------------- | ------------------ | --- |
| Catedral de Santa Maria                                                | BCIN 111-MH    | Romànic, gòtic XI-XII, XIV-XVII, XVII-XVIII                   | Girona                                                    | 41° 59′ 15″ N, 2° 49′ 35″ E / 41.987504°N,2.826288°E | RI-51-0000551      | Catedral de Santa Maria (Girona) · Vegeu més fotos d'aquest monument · Carregueu una nova foto d'aquest monument                                      |
| Església de Sant Nicolau                                               | BCIN 112-MH    | Romànic XII                                                   | Girona C. de Santa Llúcia                                 | 41° 59′ 21″ N, 2° 49′ 34″ E / 41.989077°N,2.826104°E | RI-51-0000161      | Església de Sant Nicolau (Girona) · Vegeu més fotos d'aquest monument · Carregueu una nova foto d'aquest monument                                     |
| La Fontana d'Or                                                        | BCIN 113-MH    | Romànic, gòtic XII, XIV-XV                                    | Girona C. dels Ciutadans, 19                              | 41° 59′ 04″ N, 2° 49′ 32″ E / 41.984387°N,2.825453°E | RI-51-0000217      | La Fontana d'Or (Girona) · Vegeu més fotos d'aquest monument · Carregueu una nova foto d'aquest monument                                              |
| La Pia Almoina                                                         | BCIN 114-MH    | Gòtic XIII, XIV-XV, XVII-XVIII                                | Girona Pl. de la Catedral, 8                              | 41° 59′ 14″ N, 2° 49′ 32″ E / 41.987179°N,2.825499°E | RI-51-0004333      | La Pia Almoina (Girona) · Vegeu més fotos d'aquest monument · Carregueu una nova foto d'aquest monument                                               |
| Nucli antic de Girona                                                  | BCIN 120-CH    | Romànic, gòtic Romà                                           | Girona                                                    | 41° 59′ 14″ N, 2° 49′ 31″ E / 41.98728°N,2.82515°E   | RI-53-0000090      | Nucli antic de Girona · Vegeu més fotos d'aquest monument · Carregueu una nova foto d'aquest monument                                                 |
| Els Baluards, segon recinte murat, muralles d'època moderna i medieval | BCIN 4387-MH   | Medieval, XVII-XVIII                                          | Girona                                                    |                                                      | RI-51-0005918      | Els Baluards (Girona) · Vegeu més fotos d'aquest monument · Carregueu una nova foto d'aquest monument                                                 |
| Murs, torres i portals de la Girona antiga                             | BCIN 4388-MH   | XIV                                                           | Girona C. Caputxins                                       | 41° 59′ 06″ N, 2° 49′ 44″ E / 41.984884°N,2.828821°E | RI-53-0000090-0001 | Murs, torres i portals de la Girona antiga · Vegeu més fotos d'aquest monument · Carregueu una nova foto d'aquest monument                            |
| Monestir de Sant Pere de Galligants                                    | BCIN 121-MH    | Romànic XII                                                   | Girona Pl. de Sant Pere                                   | 41° 59′ 19″ N, 2° 49′ 36″ E / 41.988747°N,2.826572°E | RI-51-0000553      | Monestir de Sant Pere de Galligants (Girona) · Vegeu més fotos d'aquest monument · Carregueu una nova foto d'aquest monument                          |
| Banys Àrabs                                                            | BCIN 122-MH    | Romànic XIII                                                  | Girona C. de Ferran el Catòlic                            | 41° 59′ 18″ N, 2° 49′ 33″ E / 41.988197°N,2.825746°E | RI-51-0000555      | Banys Àrabs (Girona) · Vegeu més fotos d'aquest monument · Carregueu una nova foto d'aquest monument                                                  |
| Església de Sant Feliu                                                 | BCIN 123-MH    | Gòtic XIV, XVII                                               | Girona Pl. de Sant Feliu                                  | 41° 59′ 17″ N, 2° 49′ 30″ E / 41.988040°N,2.825000°E | RI-51-0000554      | Església de Sant Feliu (Girona) · Vegeu més fotos d'aquest monument · Carregueu una nova foto d'aquest monument                                       |
| Restes del convent de Sant Francesc d'Assís                            | BCIN 124-MH    | Gòtic XIV                                                     | Girona                                                    | 41° 59′ 03″ N, 2° 49′ 32″ E / 41.984197°N,2.825619°E | RI-51-0001070      | Restes del convent de Sant Francesc d'Assís (Girona) · Vegeu més fotos d'aquest monument · Carregueu una nova foto d'aquest monument                  |
| Convent de Sant Josep                                                  | BCIN 125-MH    | Barroc XVI-XVII                                               | Girona Pl. de Sant Josep                                  | 41° 59′ 01″ N, 2° 49′ 33″ E / 41.983509°N,2.825844°E | RI-51-0005090      | Convent de Sant Josep (Girona) · Vegeu més fotos d'aquest monument · Carregueu una nova foto d'aquest monument                                        |
| Convent de Sant Domènec                                                | BCIN 131-MH    | Gòtic, barroc XIII-XIV, XVII-XVIII                            | Girona Pl. de Sant Domènec                                | 41° 59′ 08″ N, 2° 49′ 41″ E / 41.985621°N,2.827953°E | RI-51-0005074      | Convent de Sant Domènec (Girona) · Vegeu més fotos d'aquest monument · Carregueu una nova foto d'aquest monument                                      |
| Casa Agullana                                                          | BCIN 132-MH    | Barroc XIV-XVII                                               | Girona Pujada de Sant Domènec                             | 41° 59′ 06″ N, 2° 49′ 35″ E / 41.985134°N,2.826374°E | RI-51-0000152      | Casa Agullana (Girona) · Vegeu més fotos d'aquest monument · Carregueu una nova foto d'aquest monument                                                |
| Antic Palau Caramany, Casa Pérez Xifra                                 | BCIN 133-MH    | Obra popular XVI, XVIII, XX                                   | Girona C. de Carreras i Peralta, 2                        | 41° 59′ 06″ N, 2° 49′ 33″ E / 41.984910°N,2.825806°E | RI-51-0000158      | Antic Palau Caramany (Girona) · Vegeu més fotos d'aquest monument · Carregueu una nova foto d'aquest monument                                         |
| Hospital Provincial de Santa Caterina                                  | BCIN 344-MH-EN | Barroc XVII                                                   | Girona Pl. de l'Hospital                                  | 41° 58′ 52″ N, 2° 49′ 18″ E / 41.981074°N,2.821709°E | IPA-388            | Hospital Provincial de Santa Caterina (Girona) · Vegeu més fotos d'aquest monument · Carregueu una nova foto d'aquest monument                        |
| La Torre Gironella                                                     | BCIN 1262-MH   | Medieval                                                      | Girona                                                    | 41° 59′ 12″ N, 2° 49′ 42″ E / 41.986586°N,2.828438°E | RI-51-0005915      | La Torre Gironella (Girona) · Vegeu més fotos d'aquest monument · Carregueu una nova foto d'aquest monument                                           |
| Torre Cornèlia                                                         | BCIN 1263-MH   | Medieval                                                      | Girona                                                    | 41° 59′ 17″ N, 2° 49′ 34″ E / 41.987920°N,2.826073°E | RI-51-0005916      | Torre Cornèlia (Girona) · Vegeu més fotos d'aquest monument · Carregueu una nova foto d'aquest monument                                               |
| Torre Rufina                                                           | BCIN 4388-MH   | Romà, gòtic Romana, XIV                                       | Girona Pl. de Sant Domènec                                | 41° 59′ 10″ N, 2° 49′ 37″ E / 41.986147°N,2.826913°E | IPA-21150          | Torre Rufina (Girona) · Vegeu més fotos d'aquest monument · Carregueu una nova foto d'aquest monument                                                 |
| Casa de Cultura, o Casa del Bisbe Lorenzana                            |                | Academicisme XVIII                                            | Girona Pl. de l'Hospital                                  | 41° 58′ 54″ N, 2° 49′ 15″ E / 41.981689°N,2.820856°E | IPA-389            | Casa de Cultura (Girona) · Vegeu més fotos d'aquest monument · Carregueu una nova foto d'aquest monument                                              |
| Escales de la Catedral de Girona                                       |                | Barroc XVII                                                   | Girona Pl. de la Catedral                                 | 41° 59′ 14″ N, 2° 49′ 32″ E / 41.98736°N,2.82556°E   | IPA-21068          | Escales de la Catedral de Girona · Vegeu més fotos d'aquest monument · Carregueu una nova foto d'aquest monument                                      |
| Casa Sambola, o Casa Burguès                                           |                | Renaixement XVI                                               | Girona C. de la Força, 13                                 | 41° 59′ 09″ N, 2° 49′ 31″ E / 41.98597°N,2.82514°E   | IPA-21072          | Casa Sambola (Girona) · Vegeu més fotos d'aquest monument · Carregueu una nova foto d'aquest monument                                                 |
| Casa Masó                                                              |                | Noucentisme Rafael Masó i Valentí XX (1918)                   | Girona C. Ballesteries, 29                                | 41° 59′ 10″ N, 2° 49′ 29″ E / 41.98608°N,2.82475°E   | IPA-21074          | Casa Masó (Girona) · Vegeu més fotos d'aquest monument · Carregueu una nova foto d'aquest monument                                                    |
| Casa Batlle                                                            |                | Modernisme Rafael Masó i Valentí XX (1909)                    | Girona C. Fontanilles, 2 - c. Nou, 13                     | 41° 58′ 57″ N, 2° 49′ 19″ E / 41.98253°N,2.82189°E   | IPA-21075          | Casa Batlle (Girona) · Vegeu més fotos d'aquest monument · Carregueu una nova foto d'aquest monument                                                  |
| Casa Coll, o Casa de la Barca                                          |                | Renaixement XVI                                               | Girona C. de la Força, 19                                 | 41° 59′ 10″ N, 2° 49′ 30″ E / 41.98625°N,2.82511°E   | IPA-21076          | Casa Coll (Girona) · Vegeu més fotos d'aquest monument · Carregueu una nova foto d'aquest monument                                                    |
| Casal Ferrer, o Casal Tarrés                                           |                | Obra popular XVI                                              | Girona C. Força, 8                                        | 41° 59′ 10″ N, 2° 49′ 31″ E / 41.986047°N,2.825256°E | IPA-21110          | Casal Ferrer (Girona) · Vegeu més fotos d'aquest monument · Carregueu una nova foto d'aquest monument                                                 |
| Casa Caramany                                                          |                | Gòtic tardà, obra popular XVIII                               | Girona C. Ciutadans, 2-4                                  | 41° 59′ 00″ N, 2° 49′ 29″ E / 41.98331°N,2.82486°E   | IPA-21112          | Casa Caramany (Girona) · Vegeu més fotos d'aquest monument · Carregueu una nova foto d'aquest monument                                                |
| Escalinata de Sant Martí                                               |                | Barroc XVI                                                    | Girona Pda. de Sant Martí                                 | 41° 59′ 06″ N, 2° 49′ 35″ E / 41.98497°N,2.82631°E   | IPA-21113          | Escalinata de Sant Martí (Girona) · Vegeu més fotos d'aquest monument · Carregueu una nova foto d'aquest monument                                     |
| Casa Domènech                                                          |                | Neoclassicisme-romàntic XIX Mitjan                            | Girona C. de l'Escola Pia, 2                              | 41° 59′ 07″ N, 2° 49′ 36″ E / 41.985392°N,2.826565°E | IPA-21114          | Casa Domènech (Girona) · Vegeu més fotos d'aquest monument · Carregueu una nova foto d'aquest monument                                                |
| Casa Codina                                                            |                | Neoclassicisme-romàntic XIX Mitjan                            | Girona Pda. Sant Domènec, 9                               | 41° 59′ 07″ N, 2° 49′ 36″ E / 41.985383°N,2.826616°E | IPA-21115          | Casa Codina (Girona) · Vegeu més fotos d'aquest monument · Carregueu una nova foto d'aquest monument                                                  |
| Torre Vescomtal                                                        |                | Obra popular Medieval                                         | Girona C. Escola Pia                                      | 41° 59′ 08″ N, 2° 49′ 34″ E / 41.985564°N,2.826078°E | IPA-21116          | Torre Vescomtal (Girona) · Vegeu més fotos d'aquest monument · Carregueu una nova foto d'aquest monument                                              |
| Arxiu Diocesà, Casa del Bell-mirall                                    |                | Gòtic, obra popular XV                                        | Girona C. de Bellmirall, 2                                | 41° 59′ 09″ N, 2° 49′ 35″ E / 41.985934°N,2.826370°E | IPA-21117          | Arxiu Diocesà (Girona) · Vegeu més fotos d'aquest monument · Carregueu una nova foto d'aquest monument                                                |
| Casa Heras de Puig                                                     |                | Barroc XVIII                                                  | Girona C. de Bonaventura Carreras Peralta, 4              | 41° 59′ 06″ N, 2° 49′ 32″ E / 41.98511°N,2.82556°E   | IPA-21118          | Casa Heras de Puig (Girona) · Vegeu més fotos d'aquest monument · Carregueu una nova foto d'aquest monument                                           |
| Casa Ferrer                                                            |                | Gòtic, obra popular XV, XX                                    | Girona C. de Bonaventura Carreras Peralta, 6              | 41° 59′ 07″ N, 2° 49′ 32″ E / 41.98531°N,2.82542°E   | IPA-21119          | Casa Ferrer (Girona) · Vegeu més fotos d'aquest monument · Carregueu una nova foto d'aquest monument                                                  |
| Casa Ribas i Crehuet                                                   |                | Noucentisme Rafael Masó i Valentí XX (1927)                   | Girona C. Força, 6                                        | 41° 59′ 09″ N, 2° 49′ 31″ E / 41.98583°N,2.82528°E   | IPA-21120          | Casa Ribas i Crehuet (Girona) · Vegeu més fotos d'aquest monument · Carregueu una nova foto d'aquest monument                                         |
| Habitatge al carrer de la Força, 10                                    |                | Obra popular XIII, XVIII                                      | Girona C. Força, 10 - c. Sant Llorenç, 3                  | 41° 59′ 10″ N, 2° 49′ 31″ E / 41.98611°N,2.82522°E   | IPA-21123          | Habitatge al carrer de la Força, 10 (Girona) · Vegeu més fotos d'aquest monument · Carregueu una nova foto d'aquest monument                          |
| Casa de Sant Llorenç                                                   |                | Obra popular XIII, XVIII                                      | Girona C. de la Força, 12                                 | 41° 59′ 10″ N, 2° 49′ 31″ E / 41.98625°N,2.82522°E   | IPA-21124          | Casa de Sant Llorenç (Girona) · Vegeu més fotos d'aquest monument · Carregueu una nova foto d'aquest monument                                         |
| Casa de la Impremta Franquet                                           |                | Obra popular XIX                                              | Girona C. de la Força, 14                                 | 41° 59′ 11″ N, 2° 49′ 31″ E / 41.98639°N,2.82522°E   | IPA-21125          | Casa de la Impremta Franquet (Girona) · Vegeu més fotos d'aquest monument · Carregueu una nova foto d'aquest monument                                 |
| Casa Vert                                                              |                | Obra popular XIX                                              | Girona C. de la Força, 16                                 | 41° 59′ 12″ N, 2° 49′ 31″ E / 41.98653°N,2.82522°E   | IPA-21127          | Casa Vert (Girona) · Vegeu més fotos d'aquest monument · Carregueu una nova foto d'aquest monument                                                    |
| La Pabordia                                                            |                | Gòtic-renaixement XIII, XVI, XX                               | Girona Pda. de la Catedral, 4                             | 41° 59′ 11″ N, 2° 49′ 32″ E / 41.98647°N,2.82542°E   | IPA-21128          | La Pabordia (Girona) · Vegeu més fotos d'aquest monument · Carregueu una nova foto d'aquest monument                                                  |
| Carrer de Manuel Cúndaro                                               |                | Obra popular Medieval                                         | Girona C. Manuel Cúndaro                                  | 41° 59′ 12″ N, 2° 49′ 31″ E / 41.986788°N,2.825351°E | IPA-21131          | Carrer de Manuel Cúndaro (Girona) · Vegeu més fotos d'aquest monument · Carregueu una nova foto d'aquest monument                                     |
| Casa al carrer de la Força, 20                                         |                | Gòtic-renaixement, obra popular XV                            | Girona C. de la Força, 20                                 | 41° 59′ 12″ N, 2° 49′ 31″ E / 41.98672°N,2.82517°E   | IPA-21132          | Casa al carrer de la Força, 20 (Girona) · Vegeu més fotos d'aquest monument · Carregueu una nova foto d'aquest monument                               |
| Casa Laporta                                                           |                | Obra popular XIII, XVIII                                      | Girona Pda. Catedral, 7                                   | 41° 59′ 12″ N, 2° 49′ 32″ E / 41.986766°N,2.825592°E | IPA-21133          | Casa Laporta (Girona) · Vegeu més fotos d'aquest monument · Carregueu una nova foto d'aquest monument                                                 |
| Carrer de Sant Llorenç                                                 |                | Obra popular XI                                               | Girona C. de Sant Llorenç                                 | 41° 59′ 11″ N, 2° 49′ 32″ E / 41.98628°N,2.82556°E   | IPA-21136          | Carrer de Sant Llorenç (Girona) · Vegeu més fotos d'aquest monument · Carregueu una nova foto d'aquest monument                                       |
| Convent de les Josefines                                               |                | XVI, XVIII, XX                                                | Girona Pl. dels Lledoners                                 | 41° 59′ 11″ N, 2° 49′ 36″ E / 41.986508°N,2.826748°E | IPA-21137          | Convent de les Josefines (Girona) · Vegeu més fotos d'aquest monument · Carregueu una nova foto d'aquest monument                                     |
| Casa Colls-Labayen                                                     |                | Romànic, gòtic XII, XIV, XX                                   | Girona C. Batlle i Prats, 1                               | 41° 59′ 10″ N, 2° 49′ 33″ E / 41.986203°N,2.825745°E | IPA-21138          | Casa Colls-Labayen (Girona) · Vegeu més fotos d'aquest monument · Carregueu una nova foto d'aquest monument                                           |
| Seminari Menor, Escola Universitària                                   |                | Eclecticisme XIX                                              | Girona C. del Portal Nou                                  | 41° 59′ 06″ N, 2° 49′ 39″ E / 41.985083°N,2.827469°E | IPA-21140          | Seminari Menor (Girona) · Vegeu més fotos d'aquest monument · Carregueu una nova foto d'aquest monument                                               |
| Seminari Major                                                         |                | Barroc XVI                                                    | Girona Escales de Sant Martí                              | 41° 59′ 05″ N, 2° 49′ 36″ E / 41.984858°N,2.826732°E | IPA-21141          | Seminari Major (Girona) · Vegeu més fotos d'aquest monument · Carregueu una nova foto d'aquest monument                                               |
| Església de Sant Martí Sacosta                                         |                | Barroc Romà, XI                                               | Girona Escales de Sant Martí                              | 41° 59′ 06″ N, 2° 49′ 36″ E / 41.984899°N,2.826794°E | IPA-21142          | Església de Sant Martí Sacosta (Girona) · Vegeu més fotos d'aquest monument · Carregueu una nova foto d'aquest monument                               |
| Porta i finestra de la Casa Jeroni Pérez                               |                | Obra popular XVIII Mitjan                                     | Girona C. Alemanys, 12                                    | 41° 59′ 11″ N, 2° 49′ 39″ E / 41.986394°N,2.827416°E | IPA-21143          | Porta i finestra de la Casa Jeroni Pérez (Girona) · Vegeu més fotos d'aquest monument · Carregueu una nova foto d'aquest monument                     |
| Casa Pagès                                                             |                | Gòtic tardà, obra popular XVI                                 | Girona C. Claveria, 4                                     | 41° 59′ 12″ N, 2° 49′ 33″ E / 41.98661°N,2.82578°E   | IPA-21144          | Casa Pagès (Girona) · Vegeu més fotos d'aquest monument · Carregueu una nova foto d'aquest monument                                                   |
| Porta i làpida de l'habitatge al carrer Dr. Oliva i Prat, 11           |                | Gòtic tardà, obra popular XVI                                 | Girona C. Dr. Oliva i Prat, 11                            | 41° 59′ 11″ N, 2° 49′ 34″ E / 41.986267°N,2.825986°E | IPA-21145          | Porta i làpida de l'habitatge al carrer Dr. Oliva i Prat, 11 (Girona) · Vegeu més fotos d'aquest monument · Carregueu una nova foto d'aquest monument |
| Can Porcalla                                                           |                | Eclecticisme XIX Final                                        | Girona C. dels Alemanys, 4                                | 41° 59′ 10″ N, 2° 49′ 36″ E / 41.986169°N,2.826668°E | IPA-21146          | Can Porcalla (Girona) · Vegeu més fotos d'aquest monument · Carregueu una nova foto d'aquest monument                                                 |
| Carrer Alemanys                                                        |                | Obra popular XIII                                             | Girona C. Alemanys                                        | 41° 59′ 11″ N, 2° 49′ 38″ E / 41.98639°N,2.82728°E   | IPA-21147          | Carrer Alemanys (Girona) · Vegeu més fotos d'aquest monument · Carregueu una nova foto d'aquest monument                                              |
| Les Àligues, Estudi General                                            |                | Gòtic-renaixement XVI, XX                                     | Girona Pl. de Sant Domènec                                | 41° 59′ 10″ N, 2° 49′ 38″ E / 41.985988°N,2.827343°E | IPA-21148          | Les Àligues (Girona) · Vegeu més fotos d'aquest monument · Carregueu una nova foto d'aquest monument                                                  |
| Antic carrer Hernàndez                                                 |                | Obra popular XIII                                             | Girona Pati interior de la Galeria Sebastià Jané          | 41° 59′ 10″ N, 2° 49′ 32″ E / 41.986172°N,2.825546°E | IPA-21149          | Carrer Hernàndez (Girona) · Vegeu més fotos d'aquest monument · Carregueu una nova foto d'aquest monument                                             |
| Casa Boada, o Casa Boadas-Formiga                                      |                | Gòtic XV                                                      | Girona C. Alemanys, 8                                     | 41° 59′ 11″ N, 2° 49′ 38″ E / 41.98631°N,2.82717°E   | IPA-21152          | Casa Boada (Girona) · Vegeu més fotos d'aquest monument · Carregueu una nova foto d'aquest monument                                                   |
| Plaça de Sant Pere                                                     |                | Neoclassicisme-romàntic XIX Mitjan                            | Girona Pl. de Sant Pere                                   | 41° 59′ 22″ N, 2° 49′ 31″ E / 41.98958°N,2.82531°E   | IPA-21153          | Plaça de Sant Pere (Girona) · Vegeu més fotos d'aquest monument · Carregueu una nova foto d'aquest monument                                           |
| Església de Santa Llúcia                                               |                | Obra popular XII, XVI, XIX                                    | Girona C. Santa Llúcia, 7                                 | 41° 59′ 22″ N, 2° 49′ 35″ E / 41.989537°N,2.826376°E | IPA-21160          | Església de Santa Llúcia (Girona) · Vegeu més fotos d'aquest monument · Carregueu una nova foto d'aquest monument                                     |
| Pont d'en Gómez, Pont de la Princesa o de la Creu Blanca               |                | Obra popular XX Inici                                         | Girona Pda. de St. Feliu - pl. Sant Agustí                | 41° 59′ 12″ N, 2° 49′ 27″ E / 41.986689°N,2.824056°E | IPA-21161          | Pont d'en Gómez (Girona) · Vegeu més fotos d'aquest monument · Carregueu una nova foto d'aquest monument                                              |
| Casa Masó Bru                                                          |                | Noucentisme Rafael Masó Valentí XX Mitjan                     | Girona Pujada de Sant Feliu, 27                           | 41° 59′ 16″ N, 2° 49′ 28″ E / 41.987698°N,2.824548°E | IPA-21162          | Casa Masó Bru (Girona) · Vegeu més fotos d'aquest monument · Carregueu una nova foto d'aquest monument                                                |
| Arc de Trasfiguera                                                     |                | Romànic XII                                                   | Girona C. de Trasfigueres                                 | 41° 59′ 18″ N, 2° 49′ 29″ E / 41.98831°N,2.82481°E   | IPA-21184          | Arc de Trasfiguera (Girona) · Vegeu més fotos d'aquest monument · Carregueu una nova foto d'aquest monument                                           |
| Portal de la Barca                                                     |                | Obra popular XIV                                              | Girona C. del Portal de la Barca                          | 41° 59′ 20″ N, 2° 49′ 27″ E / 41.98881°N,2.82422°E   | IPA-21185          | Portal de la Barca (Girona) · Vegeu més fotos d'aquest monument · Carregueu una nova foto d'aquest monument                                           |
| Carrer del Pou Rodó                                                    |                | Obra popular                                                  | Girona C. del Pou Rodó                                    | 41° 59′ 19″ N, 2° 49′ 29″ E / 41.98853°N,2.82472°E   | IPA-21186          | Carrer del Pou Rodó (Girona) · Vegeu més fotos d'aquest monument · Carregueu una nova foto d'aquest monument                                          |
| Pujada del Rei Martí                                                   |                | Obra popular                                                  | Girona Pujada del Rei Martí                               | 41° 59′ 17″ N, 2° 49′ 31″ E / 41.98817°N,2.82528°E   | IPA-21187          | Pujada del Rei Martí (Girona) · Vegeu més fotos d'aquest monument · Carregueu una nova foto d'aquest monument                                         |
| Església de Sant Lluc de Girona                                        |                | Barroc XVIII Inici                                            | Girona C. Sacsimort                                       | 41° 59′ 16″ N, 2° 49′ 31″ E / 41.98783°N,2.82531°E   | IPA-21188          | Església de Sant Lluc (Girona) · Vegeu més fotos d'aquest monument · Carregueu una nova foto d'aquest monument                                        |
| Convent de les Caputxines                                              |                | Obra popular XVII                                             | Girona Pujada del Rei Martí, 4                            | 41° 59′ 18″ N, 2° 49′ 31″ E / 41.98822°N,2.82536°E   | IPA-21189          | Convent de les Caputxines (Girona) · Vegeu més fotos d'aquest monument · Carregueu una nova foto d'aquest monument                                    |
| Edifici Cambra de la Propietat, Casa Massaguer                         |                | Obra popular XIX                                              | Girona C. Ciutadans, 12                                   | 41° 59′ 02″ N, 2° 49′ 31″ E / 41.98375°N,2.82522°E   | IPA-21235          | Edifici Cambra de la Propietat (Girona) · Vegeu més fotos d'aquest monument · Carregueu una nova foto d'aquest monument                               |
| Casa Carles                                                            |                | Barroc XVIII Mitjan                                           | Girona Pl. del Vi, 2                                      | 41° 58′ 59″ N, 2° 49′ 29″ E / 41.98294°N,2.82461°E   | IPA-21236          | Casa Carles (Girona) · Vegeu més fotos d'aquest monument · Carregueu una nova foto d'aquest monument                                                  |
| Casa Ribot, Casa Mates                                                 |                | Obra popular XVII                                             | Girona C. Albereda, 13                                    | 41° 58′ 54″ N, 2° 49′ 26″ E / 41.98175°N,2.82394°E   | IPA-21238          | Casa Ribot (Girona) · Vegeu més fotos d'aquest monument · Carregueu una nova foto d'aquest monument                                                   |
| Casa de Pol                                                            |                | Neoclassicisme-romàntic XIX Mitjan                            | Girona Pl. de l'Oli, 1                                    | 41° 59′ 05″ N, 2° 49′ 32″ E / 41.98469°N,2.82558°E   | IPA-21239          | Casa de Pol (Girona) · Vegeu més fotos d'aquest monument · Carregueu una nova foto d'aquest monument                                                  |
| Casa Rigau                                                             |                | Noucentisme Joan Roca i Pinet XX Inici                        | Girona C. Portal Nou, 21                                  | 41° 59′ 00″ N, 2° 49′ 36″ E / 41.983398°N,2.826753°E | IPA-21240          | Casa Rigau (Girona) · Vegeu més fotos d'aquest monument · Carregueu una nova foto d'aquest monument                                                   |
| Sala Fidel Aguilar, actual Oficina de Turisme                          |                | Noucentisme XX Mitjan                                         | Girona Rambla Llibertat, 1                                | 41° 58′ 59″ N, 2° 49′ 25″ E / 41.98319°N,2.82372°E   | IPA-21241          | Sala Fidel Aguilar, actual Oficina de Turisme (Girona) · Vegeu més fotos d'aquest monument · Carregueu una nova foto d'aquest monument                |
| Casa Norat                                                             |                | Modernisme Joan Roca i Pinet XX (1912)                        | Girona Rambla Llibertat, 25                               | 41° 59′ 03″ N, 2° 49′ 27″ E / 41.98414°N,2.82406°E   | IPA-21242          | Casa Norat (Girona) · Vegeu més fotos d'aquest monument · Carregueu una nova foto d'aquest monument                                                   |
| Casa Dalmau                                                            |                | Noucentisme XX Inici                                          | Girona Portal Nou, 17-19                                  | 41° 58′ 59″ N, 2° 49′ 34″ E / 41.98297°N,2.82611°E   | IPA-21243          | Casa Dalmau (Girona) · Vegeu més fotos d'aquest monument · Carregueu una nova foto d'aquest monument                                                  |
| Casa Ruyra                                                             |                | Neoclassicisme-romàntic XIX Mitjan                            | Girona C. Sant Josep, 3                                   | 41° 58′ 59″ N, 2° 49′ 34″ E / 41.98314°N,2.82611°E   | IPA-21245          | Casa Ruyra (Girona) · Vegeu més fotos d'aquest monument · Carregueu una nova foto d'aquest monument                                                   |
| Convent i església de la Mercè                                         |                | Obra popular XVII                                             | Girona Pda. de la Mercè                                   | 41° 58′ 55″ N, 2° 49′ 31″ E / 41.98189°N,2.82525°E   | IPA-21246          | Convent i església de la Mercè (Girona) · Vegeu més fotos d'aquest monument · Carregueu una nova foto d'aquest monument                               |
| Església del Carme i edifici de la Diputació                           |                | Barroc XVII                                                   | Girona Pujada de Sant Martí 3-5                           | 41° 59′ 04″ N, 2° 49′ 34″ E / 41.98433°N,2.82608°E   | IPA-21247          | Església del Carme i edifici de la Diputació (Girona) · Vegeu més fotos d'aquest monument · Carregueu una nova foto d'aquest monument                 |
| Pont de Pedra, Pont d'Isabel II                                        |                | Neoclassicisme XIX Mitjan                                     | Girona Pujada d'Isabel II                                 | 41° 58′ 58″ N, 2° 49′ 24″ E / 41.98272°N,2.82333°E   | IPA-21248          | Pont de Pedra (Girona) · Vegeu més fotos d'aquest monument · Carregueu una nova foto d'aquest monument                                                |
| Pont Palanques Vermelles o de les Peixateries Velles                   |                | Arquitectura del ferro XIX Final                              | Girona Damunt l'Onyar                                     | 41° 59′ 04″ N, 2° 49′ 26″ E / 41.98456°N,2.82389°E   | IPA-21249          | Pont Palanques Vermelles (Girona) · Vegeu més fotos d'aquest monument · Carregueu una nova foto d'aquest monument                                     |
| Antic edifici dels Maristes                                            |                | Eclecticisme XIX Final                                        | Girona Pujada de la Mercè, 8                              | 41° 58′ 55″ N, 2° 49′ 30″ E / 41.98208°N,2.82506°E   | IPA-21257          | Antic edifici dels Maristes (Girona) · Vegeu més fotos d'aquest monument · Carregueu una nova foto d'aquest monument                                  |
| Monument a Mossèn Cinto Verdaguer                                      |                | Josep i Jordi Oliver XX (1953)                                | Girona Pl. Catalunya                                      | 41° 58′ 54″ N, 2° 49′ 26″ E / 41.98167°N,2.82378°E   | IPA-21259          | Monument a Mossèn Cinto Verdaguer (Girona) · Vegeu més fotos d'aquest monument · Carregueu una nova foto d'aquest monument                            |
| Església del Sagrat Cor de Girona                                      |                | Historicisme XIX Final                                        | Girona C. de l'Albereda, 11                               | 41° 58′ 55″ N, 2° 49′ 27″ E / 41.98194°N,2.82403°E   | IPA-21260          | Església del Sagrat Cor (Girona) · Vegeu més fotos d'aquest monument · Carregueu una nova foto d'aquest monument                                      |
| Edifici residencial Les Beates                                         |                | Darreres tendències XX                                        | Girona C. Beates                                          | 41° 58′ 53″ N, 2° 49′ 29″ E / 41.981478°N,2.824713°E | IPA-21262          | Edifici residencial Les Beates (Girona) · Vegeu més fotos d'aquest monument · Carregueu una nova foto d'aquest monument                               |
| Casa Puig                                                              |                | Racionalisme Joan Roca i Pinet XX (1934)                      | Girona Pujada de la Llebre, 5                             | 41° 59′ 02″ N, 2° 49′ 35″ E / 41.98381°N,2.82631°E   | IPA-21263          | Casa Puig (Girona) · Vegeu més fotos d'aquest monument · Carregueu una nova foto d'aquest monument                                                    |
| Habitatge plurifamiliar a la travessera Auriga, 8                      |                | Eclecticisme XIX Mitjan                                       | Girona Trav. Auriga, 8                                    | 41° 58′ 55″ N, 2° 49′ 30″ E / 41.98208°N,2.82506°E   | IPA-21264          | Habitatge plurifamiliar a la travessera Auriga, 8 (Girona) · Vegeu més fotos d'aquest monument · Carregueu una nova foto d'aquest monument            |
| Habitatge plurifamiliar a la travessera Auriga, 5                      |                | Eclecticisme XIX Mitjan                                       | Girona Trav. Auriga, 5                                    | 41° 58′ 56″ N, 2° 49′ 29″ E / 41.98231°N,2.82486°E   | IPA-21265          | Habitatge plurifamiliar a la travessera Auriga, 5 (Girona) · Vegeu més fotos d'aquest monument · Carregueu una nova foto d'aquest monument            |
| Edifici UNED, antiga Escola de la Fàbrica Grober                       |                | Noucentisme XX Inici                                          | Girona C. Sant Josep, 14                                  | 41° 58′ 56″ N, 2° 49′ 33″ E / 41.98231°N,2.82594°E   | IPA-21267          | Edifici UNED (Girona) · Vegeu més fotos d'aquest monument · Carregueu una nova foto d'aquest monument                                                 |
| Casa Barceló                                                           |                | Noucentisme XX Mitjan                                         | Girona Pl. del Vi, 9-10                                   | 41° 58′ 59″ N, 2° 49′ 28″ E / 41.98314°N,2.82450°E   | IPA-21268          | Casa Barceló (Girona) · Vegeu més fotos d'aquest monument · Carregueu una nova foto d'aquest monument                                                 |
| Casa de la Ciutat, Ajuntament de Girona                                |                | Eclecticisme XX Inici                                         | Girona Pl. del Vi, 1                                      | 41° 58′ 59″ N, 2° 49′ 29″ E / 41.98311°N,2.82472°E   | IPA-21269          | Casa de la Ciutat (Girona) · Vegeu més fotos d'aquest monument · Carregueu una nova foto d'aquest monument                                            |
| Plaça del Vi                                                           |                | Gòtic, obra popular XIV                                       | Girona Pl. del Vi                                         | 41° 58′ 59″ N, 2° 49′ 29″ E / 41.98314°N,2.82464°E   | IPA-21270          | Plaça del Vi (Girona) · Vegeu més fotos d'aquest monument · Carregueu una nova foto d'aquest monument                                                 |
| Casa Forn, actual Diputació                                            |                | Gòtic-renaixement, obra popular XVI                           | Girona Pujada de Sant Martí, 4                            | 41° 59′ 03″ N, 2° 49′ 34″ E / 41.98425°N,2.82603°E   | IPA-21271          | Casa Forn (Girona) · Vegeu més fotos d'aquest monument · Carregueu una nova foto d'aquest monument                                                    |
| Habitatge al carrer Sant Josep, 5                                      |                | Obra popular XX                                               | Girona C. Sant Josep, 5                                   | 41° 58′ 59″ N, 2° 49′ 33″ E / 41.98300°N,2.82592°E   | IPA-21272          | Habitatge al carrer Sant Josep, 5 (Girona) · Vegeu més fotos d'aquest monument · Carregueu una nova foto d'aquest monument                            |
| Plaça de la Independència, plaça de Sant Agustí                        |                | Neoclassicisme-romàntic XIX Mitjan                            | Girona Pl. de la Independència                            | 41° 59′ 09″ N, 2° 49′ 25″ E / 41.98572°N,2.82358°E   | IPA-21273          | Plaça de la Independència (Girona) · Vegeu més fotos d'aquest monument · Carregueu una nova foto d'aquest monument                                    |
| Casa Pastors, Palau de Justícia                                        | BCIL 1983      | Neoclassicisme XVIII                                          | Girona Pl. de la Catedral, 2                              | 41° 59′ 15″ N, 2° 49′ 30″ E / 41.98742°N,2.82500°E   | IPA-21284          | Casa Pastors (Girona) · Vegeu més fotos d'aquest monument · Carregueu una nova foto d'aquest monument                                                 |
| Casa Cartellà, Museu d'Història de la Ciutat                           |                | Neoclassicisme XVIII                                          | Girona C. de la Força, 27                                 | 41° 59′ 13″ N, 2° 49′ 30″ E / 41.98689°N,2.82494°E   | IPA-21286          | Casa Cartellà (Girona) · Vegeu més fotos d'aquest monument · Carregueu una nova foto d'aquest monument                                                |
| Plaça dels Lledoners                                                   |                | Gòtic XV                                                      | Girona Pl. dels Lledoners                                 | 41° 59′ 12″ N, 2° 49′ 35″ E / 41.98667°N,2.82639°E   | IPA-21289          | Plaça dels Lledoners (Girona) · Vegeu més fotos d'aquest monument · Carregueu una nova foto d'aquest monument                                         |
| Casa de l'Ardiaca                                                      |                | Barroc XVI                                                    | Girona Pujada de la Catedral, 10                          | 41° 59′ 14″ N, 2° 49′ 32″ E / 41.98717°N,2.82542°E   | IPA-21290          | Casa de l'Ardiaca (Girona) · Vegeu més fotos d'aquest monument · Carregueu una nova foto d'aquest monument                                            |
| Palau Episcopal                                                        |                | Romànic, gòtic XIII                                           | Girona Pl. dels Apòstols                                  | 41° 59′ 13″ N, 2° 49′ 34″ E / 41.986844°N,2.82605°E  | IPA-21291          | Palau Episcopal (Girona) · Vegeu més fotos d'aquest monument · Carregueu una nova foto d'aquest monument                                              |
| Monument del Lleó                                                      |                | Modernisme XX Inici                                           | Girona Pl. Calvet i Rubalcaba                             | 41° 58′ 45″ N, 2° 49′ 22″ E / 41.97917°N,2.82267°E   | IPA-21293          | Monument del Lleó (Girona) · Vegeu més fotos d'aquest monument · Carregueu una nova foto d'aquest monument                                            |
| Carrer de les Ballesteries                                             |                | XII                                                           | Girona C. de les Ballesteries                             | 41° 59′ 10″ N, 2° 49′ 29″ E / 41.98611°N,2.82478°E   | IPA-21295          | Carrer de les Ballesteries (Girona) · Vegeu més fotos d'aquest monument · Carregueu una nova foto d'aquest monument                                   |
| Plaça de la Catedral de Girona                                         |                |                                                               | Girona Pl. de la Catedral                                 | 41° 59′ 14″ N, 2° 49′ 31″ E / 41.98733°N,2.82514°E   | IPA-21296          | Plaça de la Catedral (Girona) · Vegeu més fotos d'aquest monument · Carregueu una nova foto d'aquest monument                                         |
| Carrer de la Força                                                     |                |                                                               | Girona C. de la Força                                     | 41° 59′ 11″ N, 2° 49′ 31″ E / 41.98644°N,2.82517°E   | IPA-21297          | Carrer de la Força (Girona) · Vegeu més fotos d'aquest monument · Carregueu una nova foto d'aquest monument                                           |
| Xalet Juandó                                                           |                | Modernisme, historicisme Isidre Bosch i Bataller XX (1910)    | Girona C. Anselm Clavé, 28 - c. del Nord, 15              | 41° 59′ 07″ N, 2° 49′ 21″ E / 41.98528°N,2.82242°E   | IPA-21298          | Xalet Juandó (Girona) · Vegeu més fotos d'aquest monument · Carregueu una nova foto d'aquest monument                                                 |
| Casa Cots                                                              |                | Noucentisme Rafael Masó XX (1927)                             | Girona C. Santa Clara, 53                                 | 41° 59′ 06″ N, 2° 49′ 24″ E / 41.98511°N,2.82339°E   | IPA-21300          | Casa Cots (Girona) · Vegeu més fotos d'aquest monument · Carregueu una nova foto d'aquest monument                                                    |
| Porxos de l'avinguda de Sant Francesc                                  |                | Neoclassicisme-romàntic XIX Mitjan                            | Girona Av. de Sant Francesc                               | 41° 58′ 56″ N, 2° 49′ 21″ E / 41.98217°N,2.82250°E   | IPA-21301          | Porxos de l'avinguda de Sant Francesc (Girona) · Vegeu més fotos d'aquest monument · Carregueu una nova foto d'aquest monument                        |
| Edifici de la Caixa d'Estalvis La Caixa                                |                | Neoclassicisme-romàntic Bru Barnoya i Xibera XIX (1846)       | Girona C. Santa Clara, 9                                  | 41° 58′ 58″ N, 2° 49′ 22″ E / 41.98278°N,2.82272°E   | IPA-21303          | Edifici de la Caixa d'Estalvis La Caixa (Girona) · Vegeu més fotos d'aquest monument · Carregueu una nova foto d'aquest monument                      |
| Delegació d'Hisenda de Girona                                          |                | Monumentalisme academicista XX (1955)                         | Girona Gran Via Jaume I, 47 - pl. de l'Hospital           | 41° 58′ 52″ N, 2° 49′ 14″ E / 41.98119°N,2.82050°E   | IPA-21304          | Delegació d'Hisenda (Girona) · Vegeu més fotos d'aquest monument · Carregueu una nova foto d'aquest monument                                          |
| Edifici de la Caixa d'Estalvis Provincial de Girona                    |                | Darreres tendències XX Mitjan                                 | Girona C. Nou, 33 - av. Sant Francesc, 34                 | 41° 58′ 57″ N, 2° 49′ 14″ E / 41.98250°N,2.82056°E   | IPA-21305          | Edifici de la Caixa d'Estalvis Provincial de Girona · Vegeu més fotos d'aquest monument · Carregueu una nova foto d'aquest monument                   |
| Casa Olivetti Bloc Mascaró                                             |                | Darreres tendències Joan Maria de Ribot i de Batlle XX (1958) | Girona C. Nou, 37 - c. Sant Francesc, 38                  | 41° 58′ 57″ N, 2° 49′ 13″ E / 41.98250°N,2.82028°E   | IPA-21307          | Casa Olivetti (Girona) · Vegeu més fotos d'aquest monument · Carregueu una nova foto d'aquest monument                                                |
| Casa Arnau                                                             |                | Neoclassicisme-romàntic XIX (1865)                            | Girona C. Nou, 16                                         | 41° 58′ 58″ N, 2° 49′ 15″ E / 41.98272°N,2.82081°E   | IPA-21308          | Casa Arnau (Girona) · Vegeu més fotos d'aquest monument · Carregueu una nova foto d'aquest monument                                                   |
| Casa Auguet                                                            |                | Modernisme Josep Martí i Burch XX (1912)                      | Girona Gran Via Jaume I, 7                                | 41° 59′ 07″ N, 2° 49′ 18″ E / 41.985256°N,2.821796°E | IPA-21309          | Casa Auguet (Girona) · Vegeu més fotos d'aquest monument · Carregueu una nova foto d'aquest monument                                                  |
| Farmàcia Saguer                                                        |                | Noucentisme, racionalisme XX Mitjan                           | Girona C. de l'Argenteria, 29                             | 41° 59′ 07″ N, 2° 49′ 29″ E / 41.98533°N,2.82478°E   | IPA-21310          | Farmàcia Saguer (Girona) · Vegeu més fotos d'aquest monument · Carregueu una nova foto d'aquest monument                                              |
| Torre de les Aigües Museu del Cinema-Tomàs Mallol                      |                | Obra popular XIX                                              | Girona Pl. Mercadal / C. de la Séquia, 1 / C. Perill, 5   | 41° 59′ 01″ N, 2° 49′ 20″ E / 41.98367°N,2.82236°E   | IPA-21312          | Torre de les Aigües (Girona) · Vegeu més fotos d'aquest monument · Carregueu una nova foto d'aquest monument                                          |
| Carrer Santa Clara                                                     |                |                                                               | Girona C. Santa Clara                                     | 41° 59′ 02″ N, 2° 49′ 23″ E / 41.98375°N,2.82306°E   | IPA-21315          | Carrer Santa Clara (Girona) · Vegeu més fotos d'aquest monument · Carregueu una nova foto d'aquest monument                                           |
| Plaça del Mercadal                                                     |                |                                                               | Girona C. de l'Obra - c. Sta. Clara                       | 41° 59′ 02″ N, 2° 49′ 23″ E / 41.983803°N,2.822993°E | IPA-21316          | Plaça del Mercadal (Girona) · Vegeu més fotos d'aquest monument · Carregueu una nova foto d'aquest monument                                           |
| Carrer de les Hortes                                                   |                |                                                               | Girona C. de les Hortes                                   | 41° 59′ 04″ N, 2° 49′ 22″ E / 41.984528°N,2.822689°E | IPA-21317          | Carrer de les Hortes (Girona) · Vegeu més fotos d'aquest monument · Carregueu una nova foto d'aquest monument                                         |
| Plaça del Molí                                                         |                |                                                               | Girona C. Perill / C. Sta. Clara                          | 41° 59′ 00″ N, 2° 49′ 23″ E / 41.98347°N,2.82294°E   | IPA-21318          | Plaça del Molí (Girona) · Vegeu més fotos d'aquest monument · Carregueu una nova foto d'aquest monument                                               |
| Mercat d'Abastaments                                                   |                | Monumentalisme academicista XX Mitjan                         | Girona Pl. Calvet i Rubalcaba                             | 41° 58′ 46″ N, 2° 49′ 21″ E / 41.979351°N,2.822594°E | IPA-21319          | Mercat d'Abastaments (Girona) · Vegeu més fotos d'aquest monument · Carregueu una nova foto d'aquest monument                                         |
| Bloc Forest                                                            |                | Modernisme Isidre Bosch i Bataller XX (1906)                  | Girona C. del Nord, 17                                    | 41° 59′ 08″ N, 2° 49′ 21″ E / 41.985448°N,2.822471°E | IPA-21322          | Bloc Forest (Girona) · Vegeu més fotos d'aquest monument · Carregueu una nova foto d'aquest monument                                                  |
| Fleca Oriell                                                           |                | Obra popular XX Mitjan                                        | Girona Pujada del Pont de Pedra - c. Santa Clara          | 41° 58′ 57″ N, 2° 49′ 22″ E / 41.982623°N,2.822895°E | IPA-21323          | Fleca Oriell (Girona) · Vegeu més fotos d'aquest monument · Carregueu una nova foto d'aquest monument                                                 |
| Casa Salieti                                                           |                | Historicisme Rafael Masó i Valentí XIV, XX (1911)             | Girona C. Ciutadans, 8                                    | 41° 59′ 01″ N, 2° 49′ 30″ E / 41.98356°N,2.82508°E   | IPA-21336          | Casa Salieti (Girona) · Vegeu més fotos d'aquest monument · Carregueu una nova foto d'aquest monument                                                 |
| Antiga pastisseria d'Emili Puig, Torroneria Candela                    |                | Noucentisme, art Déco XX Inici                                | Girona C. Argenteria, 8                                   | 41° 59′ 05″ N, 2° 49′ 28″ E / 41.984708°N,2.824538°E | IPA-21341          | Antiga pastisseria d'Emili Puig, Torroneria Candela (Girona) · Vegeu més fotos d'aquest monument · Carregueu una nova foto d'aquest monument          |
| Passeig Arqueològic de Girona                                          |                | Noucentisme, art Déco XX Inici                                | Girona Pg. de la Reina Joana                              | 41° 59′ 16″ N, 2° 49′ 35″ E / 41.987781°N,2.826450°E | IPA-21342          | Passeig Arqueològic (Girona) · Vegeu més fotos d'aquest monument · Carregueu una nova foto d'aquest monument                                          |
| Casa Desbac i Cartellà                                                 |                | Obra popular, barroc XVII                                     | Girona C. Ciutadans, 16                                   | 41° 59′ 03″ N, 2° 49′ 32″ E / 41.984041°N,2.825428°E | IPA-21343          | Casa Desbac i Cartellà (Girona) · Vegeu més fotos d'aquest monument · Carregueu una nova foto d'aquest monument                                       |
| Casa Salieti                                                           |                | Noucentisme Rafael Masó i Valentí XX (1914)                   | Girona C. de la Neu, 1 - c. Mercaders, 14                 | 41° 59′ 02″ N, 2° 49′ 29″ E / 41.983963°N,2.824855°E | IPA-21345          | Casa Salieti (Girona) · Vegeu més fotos d'aquest monument · Carregueu una nova foto d'aquest monument                                                 |
| Habitatge a la plaça del Vi, 11                                        |                | Obra popular XIV                                              | Girona Pl. del Vi, 11 - c. Abeuradors                     | 41° 59′ 00″ N, 2° 49′ 28″ E / 41.983270°N,2.824555°E | IPA-21347          | Habitatge a la plaça del Vi, 11 (Girona) · Vegeu més fotos d'aquest monument · Carregueu una nova foto d'aquest monument                              |
| Carrer Ciutadans                                                       |                | XV                                                            | Girona C. Ciutadans                                       | 41° 59′ 01″ N, 2° 49′ 30″ E / 41.98361°N,2.82506°E   | IPA-21348          | Carrer Ciutadans (Girona) · Vegeu més fotos d'aquest monument · Carregueu una nova foto d'aquest monument                                             |
| Casa Solterra                                                          |                | Obra popular XV, XVIII                                        | Girona C. Ciutadans, 18                                   | 41° 59′ 03″ N, 2° 49′ 32″ E / 41.984258°N,2.825560°E | IPA-21349          | Casa Solterra (Girona) · Vegeu més fotos d'aquest monument · Carregueu una nova foto d'aquest monument                                                |
| Font del Pou de la Cadena                                              |                | Obra popular XIX Mitjan                                       | Girona C. Argenteria, 20                                  | 41° 59′ 06″ N, 2° 49′ 29″ E / 41.985039°N,2.82467°E  | IPA-21350          | Font del Pou de la Cadena (Girona) · Vegeu més fotos d'aquest monument · Carregueu una nova foto d'aquest monument                                    |
| Habitatge amb tribuna a la travessia del Portal Nou                    |                | Eclecticisme, historicisme XIX                                | Girona Travessia Portal Nou, 2                            | 41° 59′ 04″ N, 2° 49′ 36″ E / 41.984537°N,2.826608°E | IPA-21351          | Habitatge amb tribuna a la travessia Portal Nou (Girona) · Vegeu més fotos d'aquest monument · Carregueu una nova foto d'aquest monument              |
| Pas porxat del carrer dels Mercaders                                   |                | Obra popular XVIII                                            | Girona C. Mercaders - pl. Castanyes                       | 41° 59′ 03″ N, 2° 49′ 29″ E / 41.984239°N,2.824842°E | IPA-21352          | Pas porxat del carrer dels Mercaders (Girona) · Vegeu més fotos d'aquest monument · Carregueu una nova foto d'aquest monument                         |
| Façana del riu, tram de la Rambla                                      |                | XIX                                                           | Girona Rambla, Onyar                                      | 41° 59′ 04″ N, 2° 49′ 26″ E / 41.984372°N,2.824020°E | IPA-21356          | Façana del riu (Girona) · Vegeu més fotos d'aquest monument · Carregueu una nova foto d'aquest monument                                               |
| Habitatge a la travessia del Portal Nou, 7                             |                | Eclecticisme XIX                                              | Girona Travessia del Portal Nou, 7                        | 41° 59′ 03″ N, 2° 49′ 37″ E / 41.984228°N,2.826924°E | IPA-21357          | Habitatge a la travessia del Portal Nou, 7 (Girona) · Vegeu més fotos d'aquest monument · Carregueu una nova foto d'aquest monument                   |
| Convent de les Germanes Vetlladores, Josefines                         |                | Eclecticisme, historicisme XIX Final                          | Girona C. Portal Nou, 10                                  | 41° 58′ 56″ N, 2° 49′ 35″ E / 41.982336°N,2.826253°E | IPA-21361          | Convent de les Germanes Vetlladores (Girona) · Vegeu més fotos d'aquest monument · Carregueu una nova foto d'aquest monument                          |
| Església dels Dolors                                                   |                | Barroc, obra popular XVIII Mitjan                             | Girona Pda. de la Mercè                                   | 41° 58′ 55″ N, 2° 49′ 31″ E / 41.981900°N,2.825267°E | IPA-21362          | Església dels Dolors (Girona) · Vegeu més fotos d'aquest monument · Carregueu una nova foto d'aquest monument                                         |
| Teatre Municipal de Girona                                             |                | XIX Mitjan                                                    | Girona Pl. del Vi, 1                                      | 41° 59′ 00″ N, 2° 49′ 29″ E / 41.983221°N,2.824772°E | IPA-21364          | Teatre Municipal (Girona) · Vegeu més fotos d'aquest monument · Carregueu una nova foto d'aquest monument                                             |
| Voltes d'en Rosés                                                      |                | Gòtic XIV                                                     | Girona Cort Reial                                         | 41° 59′ 04″ N, 2° 49′ 30″ E / 41.984473°N,2.824889°E | IPA-21366          | Voltes d'en Rosés (Girona) · Vegeu més fotos d'aquest monument · Carregueu una nova foto d'aquest monument                                            |
| Rambla de la Llibertat                                                 |                | Gòtic, neoclassicisme XIII                                    | Girona Rambla de la Llibertat                             | 41° 59′ 03″ N, 2° 49′ 27″ E / 41.98419°N,2.82425°E   | IPA-21367          | Rambla de la Llibertat (Girona) · Vegeu més fotos d'aquest monument · Carregueu una nova foto d'aquest monument                                       |
| Antic Casal                                                            |                | Obra popular XVI                                              | Girona Pl. de l'Oli, 5                                    | 41° 59′ 05″ N, 2° 49′ 34″ E / 41.984677°N,2.826126°E | IPA-21368          | Antic Casal (Girona) · Vegeu més fotos d'aquest monument · Carregueu una nova foto d'aquest monument                                                  |
| Façana est de la Rambla                                                |                | Gòtic-renaixement, obra popular XIV                           | Girona Rambla de la Llibertat                             | 41° 59′ 03″ N, 2° 49′ 28″ E / 41.984082°N,2.824332°E | IPA-21409          | Façana est de la Rambla (Girona) · Vegeu més fotos d'aquest monument · Carregueu una nova foto d'aquest monument                                      |
| Edifici amb voltes, porxos                                             |                | Obra popular XV                                               | Girona C. Ferreries Velles, 13-15                         | 41° 59′ 03″ N, 2° 49′ 30″ E / 41.984153°N,2.825120°E | IPA-21371          | Edifici amb voltes (Girona) · Vegeu més fotos d'aquest monument · Carregueu una nova foto d'aquest monument                                           |
| Voltes públiques al carrer Minali                                      |                | Obra popular XIX Inici                                        | Girona C. de Minali                                       | 41° 59′ 03″ N, 2° 49′ 30″ E / 41.984284°N,2.824902°E | IPA-21372          | Voltes públiques al carrer Minali (Girona) · Vegeu més fotos d'aquest monument · Carregueu una nova foto d'aquest monument                            |
| Casa de la Generalitat                                                 |                | Gòtic-renaixement XVI                                         | Girona C. Ciutadans, 1 - pl. del Vi - c. Ferreries Velles | 41° 59′ 03″ N, 2° 49′ 30″ E / 41.984284°N,2.824902°E | IPA-21383          | Casa de la Generalitat (Girona) · Vegeu més fotos d'aquest monument · Carregueu una nova foto d'aquest monument                                       |
| Casa a la travessia del Portal Nou, 3                                  |                | Eclecticisme, obra popular XIX Final                          | Girona Travessia del Portal Nou, 3                        | 41° 59′ 04″ N, 2° 49′ 37″ E / 41.984502°N,2.826959°E | IPA-21384          | Casa a la travessia del Portal Nou, 3 (Girona) · Vegeu més fotos d'aquest monument · Carregueu una nova foto d'aquest monument                        |
| Habitatge a la pujada de Sant Martí, 7                                 |                | Eclecticisme XIX Mitjan                                       | Girona Pda. de Sant Martí, 7                              | 41° 59′ 06″ N, 2° 49′ 35″ E / 41.984862°N,2.826446°E | IPA-21385          | Habitatge a la pujada de Sant Martí, 7 (Girona) · Vegeu més fotos d'aquest monument · Carregueu una nova foto d'aquest monument                       |
| Can Mora, Casa Martínez Davalillos                                     |                | Obra popular XVIII                                            | Girona Cort Reial, 18                                     | 41° 59′ 06″ N, 2° 49′ 30″ E / 41.985126°N,2.825075°E | IPA-21387          | Can Mora (Girona) · Vegeu més fotos d'aquest monument · Carregueu una nova foto d'aquest monument                                                     |
| Habitatge al carrer Cort Reial, 21                                     |                | Eclecticisme XIX                                              | Girona Cort Reial, 21                                     | 41° 59′ 06″ N, 2° 49′ 30″ E / 41.985033°N,2.824987°E | IPA-21388          | Habitatge al carrer Cort Reial, 21 (Girona) · Vegeu més fotos d'aquest monument · Carregueu una nova foto d'aquest monument                           |
| Casa Valls                                                             |                | Noucentisme Josep Esteve i Corredor XX (1927)                 | Girona C. del Carme, 103 - c. Vista Alegre                | 41° 58′ 39″ N, 2° 49′ 28″ E / 41.977601°N,2.824464°E | IPA-21404          | Casa Valls (Girona) · Vegeu més fotos d'aquest monument · Carregueu una nova foto d'aquest monument                                                   |
| Antic casal                                                            |                | Gòtic XIV, XVIII, XIX                                         | Girona Pl. de les Voltes d'en Rosés                       | 41° 59′ 04″ N, 2° 49′ 29″ E / 41.984569°N,2.824765°E | IPA-21408          | Antic casal (Girona) · Vegeu més fotos d'aquest monument · Carregueu una nova foto d'aquest monument                                                  |
| Carrer del Socors                                                      |                |                                                               | Girona C. del Socors                                      | 41° 58′ 59″ N, 2° 49′ 36″ E / 41.983018°N,2.826713°E | IPA-21416          | Carrer del Socors (Girona) · Vegeu més fotos d'aquest monument · Carregueu una nova foto d'aquest monument                                            |
| Habitatge al carrer d'Anselm Clavé, 21 i carrer Nord                   |                | Eclecticisme XIX Final                                        | Girona C. Anselm Clavé, 21 - c. Nord, 13                  | 41° 59′ 06″ N, 2° 49′ 21″ E / 41.985115°N,2.822537°E | IPA-21421          | Habitatge al carrer d'Anselm Clavé i carrer Nord (Girona) · Vegeu més fotos d'aquest monument · Carregueu una nova foto d'aquest monument             |
| Agència Gómez                                                          |                | Modernisme XX Inici                                           | Girona C. Ciutadans, 3                                    | 41° 59′ 01″ N, 2° 49′ 30″ E / 41.983560°N,2.824961°E | IPA-21422          | Agència Gómez (Girona) · Vegeu més fotos d'aquest monument · Carregueu una nova foto d'aquest monument                                                |
| Perruqueria Serrat                                                     |                | Obra popular XX Mitjan                                        | Girona C. Ciutadans, 9                                    | 41° 59′ 02″ N, 2° 49′ 31″ E / 41.983825°N,2.825154°E | IPA-21423          | Perruqueria Serrat (Girona) · Vegeu més fotos d'aquest monument · Carregueu una nova foto d'aquest monument                                           |
| Pont del Ferrocarril a França sobre l'Onyar                            |                | Arquitectura del ferro XX                                     | Girona Pg. Canalejas - c. Palamós                         | 41° 59′ 19″ N, 2° 49′ 24″ E / 41.988595°N,2.823389°E | IPA-21424          | Pont del Ferrocarril a França sobre l'Onyar (Girona) · Vegeu més fotos d'aquest monument · Carregueu una nova foto d'aquest monument                  |
| Capelleta de Sant Josep, o de Sant Cristòfol                           |                | Obra popular XX                                               | Girona C. Lluís Batlle i Prats, 3                         | 41° 59′ 10″ N, 2° 49′ 33″ E / 41.986122°N,2.825802°E | IPA-21430          | Capelleta de Sant Josep (Girona) · Vegeu més fotos d'aquest monument · Carregueu una nova foto d'aquest monument                                      |
| Farmàcia Plana                                                         |                | Noucentisme XX Inici                                          | Girona Pl. de les Castanyes, 9                            | 41° 59′ 03″ N, 2° 49′ 29″ E / 41.984281°N,2.824635°E | IPA-21433          | Farmàcia Plana (Girona) · Vegeu més fotos d'aquest monument · Carregueu una nova foto d'aquest monument                                               |
| Porxos de la Plaça de Catalunya                                        |                | XVII, XVIII, XIX, XX                                          | Girona Pl. de Catalunya                                   | 41° 58′ 54″ N, 2° 49′ 22″ E / 41.981581°N,2.822820°E | IPA-21434          | Porxos de la plaça de Catalunya (Girona) · Vegeu més fotos d'aquest monument · Carregueu una nova foto d'aquest monument                              |
| Casa Ferrer                                                            |                | Darreres tendències XX                                        | Girona C. Hortes, 7                                       | 41° 59′ 04″ N, 2° 49′ 22″ E / 41.984441°N,2.822800°E | IPA-21448          | Casa Ferrer (Girona) · Vegeu més fotos d'aquest monument · Carregueu una nova foto d'aquest monument                                                  |
| La Sopa                                                                |                | Obra popular XVI, XIX, XX                                     | Girona Pl. dels Lledoners                                 | 41° 59′ 12″ N, 2° 49′ 34″ E / 41.986743°N,2.826210°E | IPA-21458          | La Sopa (Girona) · Vegeu més fotos d'aquest monument · Carregueu una nova foto d'aquest monument                                                      |
| Farmàcia Murtra                                                        |                | XX Inici                                                      | Girona Rambla de la Llibertat, 18                         | 41° 59′ 00″ N, 2° 49′ 27″ E / 41.983313°N,2.824046°E | IPA-21459          | Farmàcia Murtra (Girona) · Vegeu més fotos d'aquest monument · Carregueu una nova foto d'aquest monument                                              |
| Can Codina                                                             |                | XIX                                                           | Girona C. Nord, 20                                        | 41° 59′ 08″ N, 2° 49′ 21″ E / 41.985512°N,2.822610°E | IPA-21462          | Can Codina (Girona) · Vegeu més fotos d'aquest monument · Carregueu una nova foto d'aquest monument                                                   |
| Can Llens                                                              |                | XX                                                            | Girona C. Nou, 12                                         | 41° 59′ 06″ N, 2° 49′ 22″ E / 41.985130°N,2.822744°E | IPA-21463          | Can Llens (Girona) · Vegeu més fotos d'aquest monument · Carregueu una nova foto d'aquest monument                                                    |
| Casa al carrer Oliva i Prat, 6                                         |                | Gòtic tardà XVII                                              | Girona C. Oliva i Prat, 6                                 | 41° 59′ 10″ N, 2° 49′ 34″ E / 41.986247°N,2.825976°E | IPA-21465          | Casa al carrer Oliva i Prat, 6 (Girona) · Vegeu més fotos d'aquest monument · Carregueu una nova foto d'aquest monument                               |
| Casa dels Beneficiats                                                  |                | Gòtic tardà XV, XVIII, XX                                     | Girona C. Oliva i Prat, 5                                 | 41° 59′ 09″ N, 2° 49′ 33″ E / 41.985968°N,2.825850°E | IPA-21466          | Casa dels Beneficiats (Girona) · Vegeu més fotos d'aquest monument · Carregueu una nova foto d'aquest monument                                        |
| Columna de la Constitució de 1869                                      |                | Eclecticisme XIX Mitjan                                       | Girona Pge. Emili Blanch i Roig                           | 41° 58′ 53″ N, 2° 49′ 16″ E / 41.98144°N,2.821062°E  | IPA-21469          | Columna de la Constitució de 1869 (Girona) · Vegeu més fotos d'aquest monument · Carregueu una nova foto d'aquest monument                            |
| Casa Crous                                                             |                | Jordi Crous i Peraferrer XIX                                  | Girona C. Portal Nou, 14                                  | 41° 59′ 00″ N, 2° 49′ 37″ E / 41.983448°N,2.826836°E | IPA-21470          | Casa Crous (Girona) · Vegeu més fotos d'aquest monument · Carregueu una nova foto d'aquest monument                                                   |
| Clínica l'Aliança                                                      |                | Racionalisme Josep Domènech i Mansana XX (1941)               | Girona C. Onyar - c. Heroïnes de Santa Bàrbara, 2         | 41° 58′ 34″ N, 2° 49′ 30″ E / 41.976207°N,2.825005°E | IPA-21473          | Clínica l'Aliança (Girona) · Vegeu més fotos d'aquest monument · Carregueu una nova foto d'aquest monument                                            |
| Cul de la Lleona                                                       |                | Gòtic XX                                                      | Girona Pl. Sant Feliu - c. Calderers                      | 41° 59′ 17″ N, 2° 49′ 27″ E / 41.988081°N,2.824080°E | IPA-21474          | Cul de la Lleona (Girona) · Vegeu més fotos d'aquest monument · Carregueu una nova foto d'aquest monument                                             |
| Placeta de la Pujada de Sant Feliu                                     |                | XIV                                                           | Girona C. Calderers i pda. Sant Feliu                     | 41° 59′ 14″ N, 2° 49′ 28″ E / 41.987231°N,2.824355°E | IPA-21475          | Placeta de la Pujada de Sant Feliu (Girona) · Vegeu més fotos d'aquest monument · Carregueu una nova foto d'aquest monument                           |
| Edifici d'habitatges a la pujada de Sant Feliu, 13-15                  |                | XX Final                                                      | Girona Pujada de Sant Feliu, 13-15                        | 41° 59′ 13″ N, 2° 49′ 27″ E / 41.987003°N,2.824291°E | IPA-21476          | Edifici d'habitatges a la pujada de Sant Feliu, 13-15 (Girona) · Vegeu més fotos d'aquest monument · Carregueu una nova foto d'aquest monument        |
| Farmàcia Sagrera                                                       |                | XX Mitjan                                                     | Girona Plaça de Catalunya, 2                              | 41° 58′ 57″ N, 2° 49′ 26″ E / 41.982580°N,2.823899°E | IPA-21478          | Farmàcia Sagrera (Girona) · Vegeu més fotos d'aquest monument · Carregueu una nova foto d'aquest monument                                             |
| Casa Culubret-Picamal                                                  |                | Monumentalisme academicista Ignasi Bosch i Reitg XX (1951)    | Girona C. Santa Clara, 39-41                              | 41° 59′ 04″ N, 2° 49′ 24″ E / 41.98444°N,2.82322°E   | IPA-21510          | Casa Culubret-Picamal (Girona) · Vegeu més fotos d'aquest monument · Carregueu una nova foto d'aquest monument                                        |
| Casa al carrer de l'Albereda, 4                                        |                | Gòtic-renaixement, obra popular                               | Girona C. Albereda, 4                                     | 41° 58′ 57″ N, 2° 49′ 27″ E / 41.98244°N,2.82411°E   | IPA-21511          | Casa al carrer Albereda, 4 (Girona) · Vegeu més fotos d'aquest monument · Carregueu una nova foto d'aquest monument                                   |
| Plaça de Bell-lloc                                                     |                | XVI, XIX                                                      | Girona Pl. de Bell-lloc                                   | 41° 58′ 57″ N, 2° 49′ 29″ E / 41.98261°N,2.82464°E   | IPA-21515          | Plaça de Bell-lloc (Girona) · Vegeu més fotos d'aquest monument · Carregueu una nova foto d'aquest monument                                           |
| Casa Orri                                                              |                | Obra popular Josep Esteve i Corredor XX (1926)                | Girona C. Carme, 77                                       | 41° 58′ 41″ N, 2° 49′ 28″ E / 41.97814°N,2.82444°E   | IPA-21517          | Casa Orri (Girona) · Vegeu més fotos d'aquest monument · Carregueu una nova foto d'aquest monument                                                    |
| Escola Prat de la Riba                                                 |                | XX                                                            | Girona C. Isabel la Catòlica                              | 41° 58′ 43″ N, 2° 49′ 40″ E / 41.978639°N,2.827686°E | IPA-21538          | Escola Prat de la Riba (Girona) · Vegeu més fotos d'aquest monument · Carregueu una nova foto d'aquest monument                                       |
| Centre de Planificació Familiar                                        |                | XIII                                                          | Girona Pl. de Sant Pere, 11-B                             | 41° 59′ 24″ N, 2° 49′ 34″ E / 41.99006°N,2.82606°E   | IPA-21552          | Centre de Planificació Familiar (Girona) · Vegeu més fotos d'aquest monument · Carregueu una nova foto d'aquest monument                              |
| Casa de l'Abat                                                         |                | Obra popular XVI                                              | Girona C. Santa Llúcia, 6                                 | 41° 59′ 20″ N, 2° 49′ 34″ E / 41.98886°N,2.82614°E   | IPA-21556          | Casa de l'Abat (Girona) · Vegeu més fotos d'aquest monument · Carregueu una nova foto d'aquest monument                                               |
| Casa Adroher                                                           |                | Barroc XIX                                                    | Girona C. Santa Llúcia, 3                                 | 41° 59′ 21″ N, 2° 49′ 36″ E / 41.98914°N,2.82661°E   | IPA-21557          | Casa Adroher (Girona) · Vegeu més fotos d'aquest monument · Carregueu una nova foto d'aquest monument                                                 |
| Casa Berenguer                                                         |                | Obra popular XVII                                             | Girona C. Ciutadans, 11                                   | 41° 59′ 03″ N, 2° 49′ 31″ E / 41.98403°N,2.82525°E   | IPA-39689          | Casa Berenguer (Girona) · Vegeu més fotos d'aquest monument · Carregueu una nova foto d'aquest monument                                               |
| Plaça de l'U d'Octubre de 2017, abans plaça de la Constitució          |                | Darreres tendències 1993                                      | Girona Pl. U d'Octubre de 2017                            | 41° 59′ 02″ N, 2° 49′ 15″ E / 41.983782°N,2.820808°E | IPA-46531          | Plaça de l'U d'Octubre del 2017 (Girona) · Vegeu més fotos d'aquest monument · Carregueu una nova foto d'aquest monument                              |